# 黑箱
- 關於一種光學儀器，請見「暗箱」。
- 關於伊藤詩織同名書籍，請見「黑箱：性暴力受害者的真實告白」。
- 關於其他Black Box，請見「黑盒」。

黑箱，指一个只知道输入输出关系而不知道内部结构的系统或设备。与之相反的是白箱。

## 範例
黑箱的例子有：
- 物理学／电子工业中，指未知内部结构，只露出若干接头的电路，如二端口网络；
- 计算机科学中，指内部工作方法不清楚的程序。（也许是闭源软件）
- 系统工程学中指一个系统只能根据其外部表征来推测其系统功能，而不能了解其内部详细构造。例如中医就是一个黑箱系统，尤其是经络结构。

## 应用
在中国的物理竞赛中有一类题目，给参赛者一个有若干接头的黑箱，
通过用仪表测量某几个接头的的某些电学特性，推断出箱内的电路结构。

## 延伸用法
- 黑箱作業：又称“黑箱操作”、“暗箱操作”，指的是組織內部的決策過程不透明，一般有負面的意涵。

## 相关
- 黑盒测试